# Флоран Маноду
Флора́н Маноду́ (фр. Florent Manaudou, 12 листопада 1990) — французький плавець, олімпійський чемпіон, 7-разовий чемпіон світу та 9-разовий чемпіон Європи. Рекордсмен світу на «короткій воді» на дистанціях 50 м в/с та 50 м на спині. Універсал, виступає у всіх видах плавання. Також є діючим артилеристом сухопутних військ Франції.
Має сестру  — Лор Маноду,  теж олімпійська чемпіонка з плавання.

## Спортивна кар'єра
Флоран почав займатися плаванням під керівництвом свого старшого брата Ніколя. Пізніше тренувався в плавальному клубі в Марселі. У 2007 році  виграв юнацький чемпіонат Франції на 50-метровій дистанції вільним стилем. У 2009 році був призваний до сухопутних військ, і наразі  є чинним артилеристом.
У 2011 році на чемпіонаті світу з водних видів спорту в Шанхаї Флоран брав участь тільки в одній індивідуальній дисципліні — 50 м батерфляєм. У фіналі - п'ятий, проплив 50-метровий басейн за 23,49 с. Це було значно повільніше, порівняно з його результатами у попередньому запливі (23,31 с) і півфіналі (23,32 с). Також Флоран брав участь у комбінованій естафеті 4×100 м, де плив свій етап батерфляєм. Але французька команда не потрапила навіть у фінал (результат - 3.36,21).
На відборі до Олімпійських ігор у Лондоні, Флоран Маноду посів друге місце на 50-метрівці, поступившись Аморі Ліво. Хоч він потрапив на Олімпіаду 10-м в рейтингу кращих плавців сезону (21,95 с), але саме він отримав золото і став першим французом, який виграв на цій дистанції. Флоран випередив американця Каллена Джонса і вважався фаворитом олімпійського чемпіона Пекіна - бразильця Сезар Сьелу і показав хороший час (21,34 с)

## Виступи на Олімпіадах
| Олімпіада           | Дисципліна             | Місце |
| ------------------- | ---------------------- | ----- |
| Лондон 2012         | 50 м вільним стилем    | 1     |
| Ріо-де-Жанейро 2016 | 50 м вільним стилем    | 2     |
| Ріо-де-Жанейро 2016 | 4x100 м вільним стилем | 2     |
| Токіо 2020          | 50 м вільним стилем    | 2     |
| Токіо 2020          | 4x100 м вільним стилем | 6     |
| Париж 2024          | 50 м вільним стилем    | 3     |

## Особисте життя
Був у відносинах три роки з Фанні Скаллі, пізніше з Амбре Бейкер. Зараз  у стосунках з Перниле Блум.

## Зовнішні посилання
- Досьє на sport.references.com